# Chimarra deksamensis
Chimarra deksamensis is een schietmot uit de familie Philopotamidae. De soort komt voor in het Afrotropisch en het Palearctisch gebied.